# Степанов, Николай Никитич
Николай Никитич Степанов (27.11.1902 — 20.12.1986) — генерал-майор, участник Великой Отечественной войны и блокады Ленинграда.

## Биография
Родился 27 ноября 1902 года в городе Ленинград.
Николай Никитич был призван в Красную армию 15 июня 1921 года.
Во время Великой Отечественной войны служил на Ленинградском фронте в специальной части гарнизона в Ленинграде. Степанов имел звание генерал-майора с 6 декабря 1942 года, был награждён рядом медалей и орденов.
Умер 20 декабря 1986 года, похоронен на Богословском кладбище в Санкт-Петербурге.

## Награды
- Медаль "За оборону Ленинграда" (22.12.1942)[3]
- 4 ордена Красного Знамени (10.02.1943, 21.02.1944, 03.11.1944, 19.11.1954)[4][5][6][7]
- Орден Отечественной войны I степени (22.06.1944)[8]
- Орден Кутузова II степени (29.06.1945)[9]
- Орден Ленина (30.04.1947)[10]
- Медаль «За победу над Германией в Великой Отечественной войне 1941—1945 гг.» (09.05.1945)[11]